# 珊瑚台 (佛羅里達州)
珊瑚台（英語：Coral Terrace）是一个位于美国佛罗里达州迈阿密-戴德县的一个非建制社区和人口普查指定地区，属于南佛罗里达迈阿密都会区的一部分。根据2020年美国人口普查数据，该地区人口为23,142人，较2010年的24,376人有所下降。珊瑚台地处迈阿密市中心以西7英里（11公里）处，占地约3.43平方英里（8.89平方公里）。社区北接迈阿密，东北邻西迈阿密，东靠科勒尔盖布尔斯，南连南迈阿密和格伦瓦尔高地，西南与奥林匹亚高地接壤，西临西切斯特，西北毗邻楓丹白露。
珊瑚台的发展历程与周边社区相似，始于20世纪初期的农业开发。在土地排水工程完成后，该地区逐渐从农业用地转变为住宅区。第二次世界大战结束后，许多退伍军人购置该地区新建的住宅，使珊瑚台成为一个工薪阶层至中产阶级的社区，尽管不如邻近的富裕社区科勒尔盖布尔斯引人注目，珊瑚台却形成了自己独特的社区特色。1950年代末，帕尔梅托高速公路的建设确立了社区的西部边界，并大大缩短了居民前往北部海滩或南部农业区的时间，使珊瑚台与迈阿密市区周边的新开发郊区紧密相连。
珊瑚台的边界由多条重要道路界定，826号佛罗里达州州道（帕尔梅托高速公路）构成西部边界，41号美国国道（西南第8街）形成与迈阿密市的北部边界，959号佛罗里达州州道（南红路）划定与科勒尔盖布尔斯的东部边界，976号佛罗里达州州道（西南第40街）则构成南部边界。